# Hrabstwo Oconee (Karolina Południowa)
Hrabstwo Oconee (ang. Oconee County) – hrabstwo w stanie Karolina Południowa w Stanach Zjednoczonych.

## Geografia
Według spisu z 2000 roku obszar całkowity hrabstwa obejmuje powierzchnię 674 mil2 (1745,65 km²), z czego  625 mil2 (1618,74 km²) stanowią lądy, a 48 mile2 (124,32 km²) stanowią wody. Według szacunków United States Census Bureau w roku 2012 miało 74 627 mieszkańców. Jego siedzibą administracyjną jest Walhalla.

### Miasta
- Salem
- Seneca
- Westminster
- West Union
- Walhalla

### CDP
- Fairplay
- Newry
- Utica